# Dicolonus nigricentrus
Dicolonus nigricentrus là một loài ruồi trong họ Asilidae. Dicolonus nigricentrus được Adisoemarto & Wood miêu tả năm 1975. Loài này phân bố ở vùng Tân Bắc giới.